# Wang Zi
Qiu Wang Zi (chino: 邱勝翊, 14 de abril de 1989, Taichung) es un cantante, compositor y actor taiwanés.  Fue integrante de la banda JPM y del grupo «Lollipop».

## Carrera
Desde 2015 forma parte de "HIM International Music". Previamente en 2006 firmó un contrato con un sello "Star Entertainment Corp.", poco después ese mismo año firmó con la agencia "Gold Typhoon" (previamente conocida como EMI Music), hasta 2009. En 2010, se unió a la agencia "Legend Star Entertainment" hasta 2015, más tarde en 2011 se unió al "Taiwan Sony Music Entertainment" hasta 2014.
En 2005, se unió al grupo taiwanés "JPM" junto a Liljay y Qiu Mao Di, hasta la separación del grupo en 2015.
En 2006, se unió a la banda musical de mandopop llamada "Lollipop", junto a Owodog, Liljay, Yang Xiao Yu (Fabien), Liao Wei Lian (William) y Liu A-wei, todos los miembros del grupo fueron elegidos a través del programa de espectáculos "Bang Bang Tang" (BBT 模范棒棒堂), el cual tenía como objetivo crear nuevos artistas masculinos en el negocio del entretenimiento en Taiwán. Prince y Liljay formaron parte del grupo hasta 2009.

## Vida personal
Su hermano menor es el cantante Qiu Mao Di. 
Salió con la cantante y actriz Rainie Yang, sin embargo la relación finalizó en 2014.
En mayo de 2018 comenzó a salir con la Stephy Tang, sin embargo en junio de 2021 se anunció que la relación había terminado después de tres años.

## Discografía

### Con Lollipop
| Año  | #   | Información | Pistas |
| ---- | --- | --- | --- |
| 2007 | 1st | Gyashan - Chino: 哪裡怕 - Pinyin: Nǎli Pà - Lanzamiento: 28 de diciembre de 2007 - Label: EMI Music | Ver listaTracklisting 1. YES 2. 我們之間 (Between Us) 3. 夢想巴士 (Dream Bus) 4. 變身三分鐘 (Transform In Three Minutes) 5. 哪裡怕 (Where Fear) 6. 幸福就好 (Happiness Is Good) 7. 跟著我的Tempo (Follow My Tempo) 8. 我已經長大 (I've Grown Up) 9. 那一天 (That Day) 10. Make Me a Fool |
| 2008 | 1st | Gyashan - Chino: 哪裡怕 – 限量炫光珍藏版 - Pinyin: Nǎli Pà – Xiàn Liàng Xuàn Guāng Zhēn Cáng Bǎn - Lanzamiento: 1 de febrero de 2008 - Label: EMI Music                                                        | Ver listaTracklisting 1. YES 2. 我們之間 (Between Us) 3. 夢想巴士 (Dream Bus) 4. 變身三分鐘 (Transform In Three Minutes) 5. 哪裡怕 (Where Fear) 6. 幸福就好 (Happiness Is Good) 7. 跟著我的Tempo (Follow My Tempo) 8. 我已經長大 (I've Grown Up) 9. 那一天 (That Day) 10. Make Me a Fool |
| 2009 | 2nd | I Am Legend - Chino: 我是傳奇 - Pinyin: Wŏ Shì Chuán Qí - Lanzamiento: 19 de junio de 2009 - Label: Gold Typhoon                                                                                               | Ver listaTracklisting 1. 我是傳奇 (I Am Legend) 2. 夏日戀愛 (Summer Love) 3. 綜藝咖 (Variety Coffee) 4. 說說 (Comedian) 5. 交換日記 (Exchange Diaries) 6. Loga Loga 7. 衝破封鎖線 (Breaking the Blockade) 8. 少了妳的房間 (Your Room Less) 9. 吵鬧的沉默 (Noisy Silence) 10. One Way     |
| 2009 | 2nd | Lollipop's I am Legend + Choc7's Sonic Youth - Chino: 卒業紀念限定盤 (合體雙拼改版) - Pinyin: Cù Yè Jì Niàn Xiàn Dìng Pán (Gĕ Tĭ Shuāng Pīn Găi Băn) - Lanzamiento: 14 de agosto de 2009 - Label: Gold Typhoon | Ver listaTracklisting 1. 我是傳奇 (I Am Legend) 2. 夏日戀愛 (Summer Love) 3. 綜藝咖 (Variety Coffee) 4. 說說 (Comedian) 5. 交換日記 (Exchange Diaries) 6. Loga Loga 7. 衝破封鎖線 (Breaking the Blockade) 8. 少了妳的房間 (Your Room Less) 9. 吵鬧的沉默 (Noisy Silence) 10. One Way     |

### Con JMP
| Año  | #   | Información | Pistas |
| ---- | --- | --- | --- |
| 2011 | 1st | Moonwalk - Chino: 月球漫步 - Pinyin: Yuè Qiú Màn Bù - Fecha de lanzamiento: 26 de agosto de 2011 (Mandarin ver.) 25 de enero de 2012 (Jap. ver.) - Label: Sony Music (Taiwán) - Language: Mandarin | Ver listaTracklisting 1. 月球漫步 (Moonwalk) 2. "因為有你" (Because of You) 3. "喜歡妳好久" (Loved you for a long time - Qiu Mao Di's solo) 4. "平凡的美麗" (Extraordinary Beauty) 5. "那不是雪中紅" (This is not Rose in Snow) 6. "佔為己有" (For Himself - Qiu Wang Zi's solo) 7. "Never Give Up" 8. "舞可取代" (Dance Can Be Replaced) 9. "愛情 Beautiful" (Love is Beautiful - Liao Xiao Jie's solo) 10. "再一次擁有" 11. "因為有你(粵語版)" (Because of You (Cantonese Version)) |
| 2012 | 2nd | 365 - Chino: 365 天 - Pinyin:365 Tiān - Fecha de lanzamiento: 30 de noviembre de 2012 - Label: Sony Music (Taiwán) - Idioma: Mandarin                                                              | Ver listaTracklisting 1. "365 天" (365 days) 2. "相信愛" (Believe Love) 3. "Internet (ft. Kimberley Chen)" 4. "Crazy For Love" (Qiu Mao Di's solo) 5. "我沒有很想你" (I Don't Miss You That Much) 6. "She Wanna Go" 7. "愛情的下坡" (The Downhill of Love) 8. "一個人也好" (It is Fine To Be Alone - Qiu Wang Zi's solo) 9. "笑自己" (Laugh At Yourself - Liao Xiao Jie's solo) 10. "Singing 4 Love"                                                                                  |

### Solo temas musicales con JPM
- "佔為己有" (For Himself) - de Moonwalk (álbum)
- "一個人也好" (It is Fine To Be Alone) - de 365 (álbum)

### Contribuciones en bandas sonoras
- 2008: "對不起 Dui Bu Qi" (I'm Sorry) - de The Legend of Brown Sugar Chivalries (banda sonora)
- 2010: "如果可以早一點 Rú Guǒ Kěyǐ zǎo yīdiǎn" (If a little earlier) - de Kung Fu Hip Hop 2 (精舞門2) (banda sonora con Chen Bo Lin y Zhou Qiqi)

### Singles
| Año  | #   | Información |
| ---- | --- | --- |
| 2010 | 1st | Dance Can Be Replaced with Liao Xiao Jie - Chino: 舞可取代 - Pinyin: Wǔ kě qǔ dài - Lanzamiento: 8 de julio de 2010 - Label: Sony Music Taiwán |

### Composiciones
| Año  | Canción                                  | Detailles | Contribución    |
| ---- | ---------------------------------------- | --- | --------------- |
| 2007 | "Great First Experience (夏日初體驗)"    | - Álbum:Summer's First Experience (夏日初體驗) Álbum - Fecha de lanzamiento: 31 de mayo de 2007 - Cantante(s): Lollipop     | lyrics          |
| 2008 | "Sorry (對不起)"                         | - Álbum:The Legend of Brown Sugar Chivalries - Fecha de lanzamiento: 6 de octubre de 2008 - Cantante(s): Qiu Wang Zi        | lyrics          |
| 2009 | "Too Young (太青春)"                     | - Álbum:Too Young - Fecha de lanzamiento: 29 de mayo de 2009 - Cantante(s): Choc7                                           | lyrics          |
| 2009 | "I'm Dumb (我太笨)"                      | - Álbum:Too Young - Fecha de lanzamiento: 29 de mayo de 2009 - Cantante(s): Choc7                                           | lyrics          |
| 2009 | "I Am Legend (我是傳奇)"                 | - Álbum:I Am Legend - Fecha de lanzamiento: 9 de junio de 2009 - Cantante(s): Lollipop                                      | lyrics          |
| 2009 | "Noisy Silence (吵鬧的沉默)"             | - Álbum:I Am Legend - Fecha de lanzamiento: 9 de junio de 2009 - Cantante(s): Lollipop                                      | lyrics          |
| 2009 | "Tell Me (說說)"                         | - Álbum:I Am Legend - Fecha de lanzamiento: 9 de junio de 2009 - Cantante(s): Lollipop                                      | song and lyrics |
| 2011 | "Don't Wake Up (不醒來)"                 | - Álbum:Honey Pupu OST (消失打看電影原聲帶) - Fecha de lanzamiento: 9 de mayo de 2011 - Cantante(s): Kenneth Chang (張午午) | lyrics          |
| 2011 | "因為有你" (Because of You)              | - Álbum:Moonwalk - Fecha de lanzamiento: 26 de agosto de 2011 - Cantante(s): JPM                                            | lyrics          |
| 2011 | "喜歡妳好久" (Loved you for a long time) | - Álbum:Moonwalk - Fecha de lanzamiento: 26 de agosto de 2011 - Cantante(s): JPM                                            | lyrics          |
| 2011 | Never Give Up                            | - Álbum:Moonwalk - Fecha de lanzamiento: 26 de agosto de 2011 - Cantante(s): JPM                                            | lyrics          |
| 2011 | "再一次擁有"                             | - Álbum:Moonwalk - Fecha de lanzamiento: 26 de agosto de 2011 - Cantante(s): JPM                                            | song and lyrics |
| 2012 | "365"                                    | - Álbum:365 - Fecha de lanzamiento: 30 de noviembre de 2012 - Cantante(s): JPM                                              | lyrics          |

## Filmografía

### Películas
| Año  | Título                                      | Personaje              | Notas                                                  |
| ---- | ------------------------------------------- | ---------------------- | ------------------------------------------------------ |
| 2008 | 六樓后座2家屬謝禮 (Happy Funeral)           | Prince Chiu            | junto a Lollipop                                       |
| 2009 | 愛到底(第六號瀏海) (Love In The End)        | 第六號瀏海男孩 (Joven) |                                                        |
| 2010 | 精舞門2 (Kung Fu Hip Hop 2)                 | Wang Zi / Prince       |                                                        |
| 2010 | 嘻游記 (The Swordman Dream / Laugh Travels) | 白沙堂 (Baisha Tang)   |                                                        |
| 2011 | 消失打看 (Honey Pupu)                       | 可樂                   |                                                        |
| 2011 | 極速先鋒                                    | 林清風                 |                                                        |
| 2012 | 以為                                        | Wang Zi Yi             | cortometraje                                           |
| 2013 | Young Guns                                  | 待定                   |                                                        |
| 2017 | Graduation Journey (毕业旅行笑翻天)         | -                      | junto a Bruce Hung, Xu Jiao, Yuexin Wang y Ouyang Nini |

### Series de televisión
| Año        | Título en inglés                            | Título original                                           | Personaje         | Notas          |
| ---------- | ------------------------------------------- | --------------------------------------------------------- | ----------------- | -------------- |
| 2007       | "Sister is Coming" (Lollipop idol drama)    | 棒棒堂偶像劇《姐姐來了》                                  | -                 | principal      |
| 2007       | Brown Sugar Macchiato                       | 黑糖瑪奇朵 (黑糖玛奇朵) (Hei Tang Ma Qi Duo)              | Wang Zi / Prince  |                |
| 2007       | "Love Is Here" (Lollipop idol drama)        | 棒棒堂偶像劇《愛情來了》                                  | Mesero            |                |
| 2007       | They Kiss Again                             | 惡作劇2吻 (恶作剧2吻) (O Tso Chu 2 Wen or E Zuo Ju 2 Wen) | Ah Nuo            |                |
| 2008       | The Legend of Brown Sugar Chivalries        | 黑糖群俠傳 (黑糖群侠传) (Hei Tang Qun Xia Chuan)          | Linghu Cong       |                |
| 2010       | Gloomy Salad Days                           | 死神少女 (Si Shen Shao Nu)                                | Huang He 黃禾     |                |
| 2011       | 33 Gu Shi Guan - Fake Chocolate             | 假面巧克力 (Jia Mian Qiao Ke Li)                          | Qiu Ke Li         |                |
| 2012       | Ti Amo Chocolate                            | 愛上巧克力 (Ai Shang Qiao Ke Li)                          | Wang Zi Yi 王子翊 |                |
| 2012       | Just Like Small Flowers                     | 像小朵一样                                                | JJ                |                |
| 2012, 2013 | As the Bell Rings                           | 課間好時光一年二班 (第二季)                               | Lo Mi-ou (Romeo)  | Ep. #1 / Cameo |
| 2013       | Little Red Riding Hood and The Big Bad Wolf | 大紅帽與小野狼(劇場版)                                    | Wolf              | drama          |
| 2017       | Attention, Love!                            | 稍息立正我愛你                                            | Li Zheng          | 15 episodios   |
| 2019       | Someday or One Day                          | 想見你                                                    | Yan Lizheng       | ep. #2         |

### Programas de variedades
| Año  | Programa                        | Notas       |
| ---- | ------------------------------- | ----------- |
| 2018 | Super Nova Games (超新星全運會) | concursante |
| 2015 | Happy Camp                      | invitado    |

### Apariciones en videos musicales
| Año  | Título                              | Cantante (s)                | Álbum                                    |
| ---- | ----------------------------------- | --------------------------- | ---------------------------------------- |
| 2007 | 咕嘰咕嘰 (Whisper, Mutter, Grumble) | Stephanie Sun               | 逆光 (Backlight)                         |
| 2008 | I'm Sorry                           | Qiu Wang Zi                 | The Legend of Brown Sugar Chivalries OST |
| 2010 | Dance Can Be Replaced               | Qiu Wang Zi y Liao Xiao Jie | Dance Can Be Replaced single             |
| 2011 | 不想 (Say Goodbye)                  | Circus                      | 啥貨？！CIRCUS                           |

### Presentador
| Año                                         | Título           | Canal            | Notas |
| ------------------------------------------- | ---------------- | ---------------- | ----- |
| 27 de octubre de 2007 - 19 de abril de 2008 | Gyashan Lollipop | Channel V Taiwán |       |
| 6 de enero de 2012 - 7 de abril de 2012     | "我愛男子漢"     | 超視             |       |
| 22 de septiembre de 2012                    | "给力男子漢"     | 四川衛視         |       |

## Libros
- 2011年2月 傳奇星2011寫真記事 - Legendary Star Memo 2011[20]